# Чина Гмелина
Чи́на Гме́лина (лат. Lathyrus gmelinii) — травянистое многолетнее растение семейства рода Чина Бобовые (Fabaceae). Названа в честь Иоганна Гмелина.
Другие названия: петушки, лесной горошек.
Считается реликтом ледникового периода.

## Ботаническое описание
Стебли 60—150 см высотой, прямостоячие, крепкие, простые или немного ветвистые, голые или слегка опушённые.
Ось листа заканчивается шипиком. Листочки в числе 3—5 пар, 4—8(10) см длиной, 1,5—4 см шириной, продолговато-яйцевидные, узкоэллиптические или широколанцетные, с обеих сторон голые. Прилистники некрупные, полустреловидные, яйцевидные или яйцевидно-ланцетные.
Кисти негустые, 5—15-цветковые. Чашечка (8)9—11 мм длиной, снаружи голая, с короткими неравными треугольными зубцами. Венчики жёлтые, к концу цветения оранжевые, 25—30 мм длиной. Завязь голая.
Бобы 6—8 см длиной, линейные, голые.

## Распространение и экология
Встречается на Южном и Среднем Урале, в Сибири, на Алтае, в Средней Азии и в Северо-Западном Китае.
Растёт в негустых тёмно-хвойных, сосновых, берёзовых, осиновых лесах, на высокотравных, суходольных, альпийских и субальпийских лугах.
На Алтае распространена от западных предгорий Колыванского озера и к юго-востоку до низовьев реки Башкауса, Айгулакского хребта и до северных склонов Катунских белков.

## Химический состав
По данным В. С. Фёдоровой (1956), в траве содержится до 1250 мг% витамина С, от 26 до 38 мг% каротина, 3,6 % жира, до 20 % свободных аминокислот, значительное количество пролина и метионина.
| Время взятия образца | От абсолютного сухого вещества в % | От абсолютного сухого вещества в % | От абсолютного сухого вещества в % | От абсолютного сухого вещества в % | От абсолютного сухого вещества в % |
| Время взятия образца | золы                               | протеина                           | жира                               | клетчатки                          | БЭВ                                |
| -------------------- | ---------------------------------- | ---------------------------------- | ---------------------------------- | ---------------------------------- | ---------------------------------- |
| Июнь                 | 7,4                                | 24,8                               | 3,6                                | 35,4                               | 29,7                               |
| Август               | 7,4                                | 14,6                               | 3,7                                | 35,0                               | 39,3                               |

Содержит 0,87—1,0 % кальция, 0,116—0,364% фосфора, 0,024—0,078 % кремния, 0,09—0,246 % магния. Количество кальция к осени возрастает, а содержание фосфора и магния уменьшается.

## Значение и применение
Удовлетворительно поедается алтайским маралом (Cervus elaphus sibiricus). Сельскохозяйственными животными хорошо поедается на пастбище и в сене. 
Особенно чина Гмелина ценится как пищевое растение. В начале 30-х годов и в период Великой Отечественной войны сочные стебли до начала цветения ели сырыми, они по вкусу напоминают домашний горох. Особенно вкусная похлёбка получается с добавлением колбы или лука-батуна, кипрея, крапивы и щавеля. Очень вкусные и бобы, которые дети ели как лакомство. По содержанию витамина С это растение равно шиповнику, а по содержанию каротина и витамина P превосходит морковь в 4 раза.
Используется также как декоративное растение. Подходит для создания одиночных групп и общих композиций в садах непрерывного цветения или в альпинариях. Разведение этого растения будет способствовать сохранению генофонда редких видов.

## Использование в медицине
Широко применяется в народной медицине Горного Алтая как высоковитаминное при «весенней усталости», цинге и как ценное питательное растение. В свежем виде и в настое её принимали при инсульте, атеросклерозе, гипертонической болезни, диабете, некоторых заболеваниях печени и желчного пузыря, катаре желудочно-кишечного тракта, для укрепления стенок сосудов при подкожных излияниях (варикозном расширении вен), при болях в мышцах и ревматизме. Этим же настоем или свежим соком смачивали золотушные места у детей.